# پایان تاریخ و آخرین انسان
پایان تاریخ عنوان نظریه‌ای است از فرانسیس فوکویاما که در قالب کتابی با همین عنوان در سال ۱۹۹۲ منتشر شد. کتابی جنجالی و بحث‌برانگیز از فرانسیس فوکویاما که به بیش از ۲۰ زبان ترجمه شده بود، با ترجمهٔ عباس عربی (مؤلف کتاب تأثیر مهرپرستی بر مسیحیت) و زهره عربی برای اولین بار به فارسی نیز منتشر شد. در تفکر غربی، این نظریه مقوم لیبرال دموکراسی است. این نظریه به معنای کمال دیدن تمدن غربی و لیبرالیسم است.